# Давыдова, Анастасия Михайловна
Анастасия Михайловна Давыдова (род. 13 февраля 1985, Шымкент) — казахстанская спортсменка, выступающая в стендовой и пулевой стрельбе , тренер. Чемпионка летних XVII Азиатских игр (2014). Мастер спорта Республики Казахстан международного класса.

## Биография
Родилась 13 февраля 1985 года в Шымкенте. Имеет высшее образование.
Неоднократный победитель и призёр чемпионата Казахстана по стендовой стрельбе. Член национальной сборной. В 2014 году в командных соревнованиях в трапе на Азиатских играх завоевала золотые медали вместе с Оксаной Середой и Марией Дмитриенко. Сама Давыдова также установила рекорд турнира, выбив 71 мишень из 75. В 2019 году Анастасия стала серебряным призёром Чемпионата Азии в дисциплине «траншейный стенд», уступив только Саре Алхавал из Кувейта.
Некоторое время занимала пост Генерального секретаря Федерации стендовой и практической стрельбы РК.